# Barbara Lee
Barbara Jean Lee (El Paso, 16 juli 1946) is een Amerikaans politica van de Democratische Partij. Ze zetelt sinds 1998 in het Huis van Afgevaardigden, waar ze de inwoners van Oakland en Berkeley vertegenwoordigt. Ze geldt als een van de meest linkse afgevaardigden en staat bekend om haar anti-oorlogsstandpunten. Lee is voormalig voorzitter van de Congressional Black Caucus en huidige whip van de Congressional Progressive Caucus. Van 1990 tot 1996 zetelde Lee in het California State Assembly en van 1996 tot 1998 in de Senaat van Californië.

## Levensloop
Barbara Lee werd in het Texaanse El Paso geboren. In 1960 verhuisde ze met haar familie naar Californië. In San Fernando ging Lee naar de San Fernando High School.
Toen ze aan haar universitaire opleiding begon, was Barbara Lee een alleenstaande moeder. Ze genoot een opleiding aan Mills College, een liberal arts college in Oakland, en daarna aan de Universiteit van Californië - Berkeley, waar ze in 1975 een Master of Social Work-diploma behaalde. Als voorzitter van de Afro-Amerikaanse studentenvakbond aan Mills College nodigde Lee Shirley Chisholm uit om te komen spreken. Lee zette zich vervolgens in voor Chisholms presidentscampagne. Als student was Lee ook betrokken als vrijwilliger in het community learning center van de Black Panthers in Oakland. Ze hielp mee aan de kiescampagne van Bobby Seale, mede-oprichter van de Panthers en kandidaat-burgemeester van Oakland.
In 1990 werd Lee verkozen tot het California State Assembly, waar ze Elihu Harris opvolgde. In 1996 maakte ze de switch naar de Senaat van Californië, waar ze Nicholas Petris opvolgde.
In 1998 stelde Lee zich kandidaat om de zetel van stadsgenoot Ron Dellums in het Huis van Afgevaardigden te vullen, nadat Dellums zijn ontslag had gegeven. Ze won de speciale verkiezing met 66% van de stemmen. Later dat jaar, in de algemene verkiezing, bevestigden kiezers haar mandaat met 83% van de stemmen. Sindsdien raakte ze om de twee jaar herverkozen met een grote meerderheid.
Na 9/11 was Lee de enige afgevaardigde die tegenstemde toen de president de vrije hand gegeven werd om militair in te grijpen waar hij dat nodig achtte. Zij kreeg daarop duizenden doodsbedreigingen.
Barbara Lee heeft twee volwassenen zonen.